# Carlos Moyá
Carlos Moyà Llompart (født 27. august 1976) er en spansk tennisspiller. Han var rangeret som nr. 1 i verden i 1999.
I sin karriere har han vundet French Open i single, og Davis Cup for Spanien. Han har også en 2. plads i Australian Open. Carlos Moya er siden 2016 trainer for den spanske tennisspiller Rafael Nadal
Han bor i dag i Schweiz. 

## Grand Slam
- French Open:
  - Single mænd – 1998 (han besejrede Alex Corretja med 6-3, 7-5, 6-3 i finalen)